# Vápenky (přírodní památka)
Vápenky jsou přírodní památka poblíž obce Strání na severovýchodním okraji obce Vápenky v okrese Uherské Hradiště. Důvodem ochrany je dubová bučina, reprezentativní porost Bílých Karpat.